# Фізики
«Фізики» — радянський телевізійний фільм режисера Олега Рябоконя, знятий в 1988 році за однойменною комедійною п'єсою Фрідріха Дюрренматта. Знятий на замовлення Ленінградського комітету з телебачення і радіомовлення Держтелерадіо СРСР.

## Сюжет
Швейцарія, санаторій «Вишневий сад». Тут відбувається кілька вбивств доглядальниць, які здійснюють пацієнти, що вважають себе великими фізиками — Ньютоном і Ейнштейном. Поліція наполягає на посиленні режиму. Тоді медсестра Моніка Штетлер освідчується в коханні третьому пацієнту Йогану Мьобіусу, який вважає, що він цар Соломон. Однак дії дівчини призводять до того, що Мьобіус вбиває її.
Головний лікар Матильда фон Цанд погоджується з посиленням режиму. Тоді несподівано «Ньютон» повідомляє Мьобіусу, що насправді він — видатний фізик Алек Кілтон і емісар іноземної розвідки. Тоді «Ейнштейн» зізнається в свою чергу, що він — не менш відомий учений Йосип Ейслер і агент іноземної розвідки іншої держави. У них було схоже завдання: забрати Йоганна Мьобіуса. Обидва дослідника ознайомилися з працями Мьобіуса і зрозуміли, що мають справу з генієм, здатним здійснити переворот в науці. Вони наполягають на поверненні Йоганна до досліджень, обіцяють колосальну винагороду, але він відмовляється, вважаючи, що його відкриття становлять загрозу для людства. Зрештою Мьобіус вмовляє колег і далі вдавати з себе божевільних.
Несподівано з'являється фон Цанд, яка повідомляє, що вже давно здогадалася про уявне божевілля своїх пацієнтів і скопіювала рукописи, які Мьобіус вважав знищеними. Вона збирається використовувати їх в своїх корисливих цілях, однак інспектор поліції Ріхард Фосс розгадує її гру. Фізики так і залишаються в «Вишневому саду».

## У ролях
- Борис Плотников —  Йоганн Вільгельм Мьобіус / «цар Соломон»
- Леонід Бронєвой —  Алек Джаспер Кілтон / пацієнт Герберт Георг Бойтлер, який називає себе Ньютоном
- Борис Хімічев —  Йосип Ейслер / пацієнт Ернст Генріх Ернест, який називає себе Ейнштейном
- Ольга Волкова —  доктор Матильда фон Цанд, головний лікар санаторію «Вишневий сад»
- Марина Гаврилова —  Ліна Розе, колишня дружина Мьобіуса
- Микола Мартон —  Оскар Розе, місіонер, новий чоловік Ліни
- Наталія Данилова —  медична сестра Моніка Штетлер
- Армен Джигарханян —  інспектор поліції Ріхард Фосс
- Антоніна Шуранова —  Марта Болль, старша медсестра

## Знімальна група
- Режисер і сценарист — Олег Рябоконь
- Оператор — Валерій Смирнов
- Художник — Борис Петрушанський